# Уступите дорогу

Очень распространённая вариация знака (особенно в Европе)

Уступите дорогу («уступи дорогу») — дорожный знак приоритета, предписывающий водителям уступить дорогу транспортным средствам, движущимся по пересекаемой дороге, а при наличии таблички 8.13 «Направление главной дороги» — по главной. Единственный из всех знаков имеет форму равностороннего треугольника, обращённого остриём вниз, что позволяет водителю опознать его, даже если тот нечитаем: покрыт грязью, снегом, закрашен вандалами и т. д., а также даёт возможность опознать его водителю, движущемуся со встречной полосы.
Более «строгий» вариант этого знака — «движение без остановки запрещено».
Знак «Уступите дорогу» устанавливается при выезде с грунтовых дорог на асфальтированные, на автомагистраль (скоростную полосу), а также в местах выезда с прилегающих территорий. Если совместно с этим знаком используется табличка, указывающая расстояние, то это значит, что через указанное расстояние водитель будет обязан остановиться перед этим знаком либо перед знаком «Движение без остановки запрещено». «Уступите дорогу» определяет порядок проезда только автомототранспортных средств и не имеет никакого отношения к пешеходам (в некоторых странах для этого применяется «узкоспециализированный» «Уступите дорогу»).
«Уступите дорогу» не имеет протяжённости действия, то есть он относится к одному конкретному месту, как правило, перекрёстку. Работающий светофор отменяет все знаки приоритета, не исключая «Уступите дорогу».

## История
Впервые знак чёрного цвета треугольной формы, означающий «остановиться всем транспортным средствам», появился в Германии около 1925 года. В 1938 году этот знак, в виде белого треугольника с синей каймой, был официально утверждён в Чехословакии. В следующем году этот знак получил официальное признание в Богемии и Моравии, но уже с красной каймой, как и в настоящее время. В 1940-х годах знак «Уступите дорогу» ввели в Австралии, хотя он имел совсем другую форму и расцветку — жёлтый круг.

### США
В 1950 году знак «Уступите дорогу» впервые появился в США на пересечении опасного перекрёстка Фёрст-стрит и Колумбия-авеню в городе Талса (штат Оклахома). Интересно, что создал и внедрил этот дорожный знак обычный полицейский по имени Клинтон Риггс. По его дизайну знак имел нестандартную форму усечённой пирамиды наподобие замкового камня, был жёлтого цвета с чёрной надписью. В 1954 году этот знак был внесён в «Руководство по унификации регулирования дорожного движения», однако ему была придана форма равностороннего треугольника, обращённого остриём вниз, кайма и буквы остались чёрными, а цвет фона — жёлтым. В 1971 году дизайн знака был кардинально изменён: кайма и буквы стали красными, а фон — белым.

## Изображения знаков «Уступи дорогу» по странам и регионам
Ниже представлены знаки «Уступи дорогу» некоторых стран и регионов, отличающиеся формой и/или содержанием от наиболее распространённого варианта — повёрнутый остриём вниз белый треугольник с красной каймой без надписей:

Австралия, Багамские Острова, Барбадос, Великобритания, Индия, Маврикий, Мальта, Остров Мэн, Сейшельские Острова, Сингапур, Тонга, Тринидад и Тобаго, Фиджи, Филиппины, Шри-Ланка
Аргентина, Мексика, Парагвай, Перу, Сальвадор, Уругвай, Эквадор
Бруней
Вьетнам, Греция, Исландия, Кувейт, Польша, Финляндия, Швеция
Гаити
Гонконг
Доминиканская Республика, Колумбия, Панама
Ирландия (с 1997, на английском языке)
Ирландия (с 1962, на ирландском языке)
Китай
Куба
Малайзия
Мальдивы
Монако, Франция
Нигерия
Новая Зеландия (с 1987), Самоа, Тувалу
Пуэрто-Рико
США (с 1971)
Таиланд
Тайвань
Уэльс
Филиппины
Южная Корея
Япония

## Изображения устаревших знаков «Уступи дорогу»
Ниже представлены устаревшие, ныне не используемые, знаки «Уступи дорогу» некоторых стран:

Австралия, 1946 — 1960
Австралия, 1960—1974
Ботсвана, Лесото, Намибия, Свазиленд, ЮАР — все до 2013
Ирландия, 1962—1997
Новая Зеландия, 1966—1987
США, 1950—1954
США, 1954—1961
США, 1961—1971
Чехословакия, 1938
Зимбабве, до 2016

## Изображения знаков «Уступи дорогу перед круговым движением»
Ниже представлены знаки, означающие «Уступи дорогу перед круговым движением»:

Австралия (с 1984), Новая Зеландия, Самоа
ЮАР
Канада (Британская Колумбия и Нью-Брансуик)
США

## Узкоспециализированные знаки «Уступите дорогу»
Также знак «Уступите дорогу» может приказывать уступать дорогу не всем транспортным средствам, движущимся по главной дороге, а  определённым типам участников дорожного движения: пешеходам, велосипедистам, общественному транспорту:

«Уступите дорогу пешеходам» (США)
«Уступите дорогу пешеходам» (Ботсвана, Намибия, Свазиленд, Зимбабве, ЮАР)
«Уступите дорогу пешеходам» (Ботсвана, Намибия, Свазиленд, ЮАР — все до 2013)
«Уступите дорогу трамваям» (Чехия)
«Велосипедист, уступи дорогу пешеходам» (США)
«Уступите дорогу велосипедистам» (Бельгия)
«Уступите дорогу велосипедистам» (Австралия)
«Уступите дорогу трамваям» (Австралия)
«Пешеход, уступи дорогу трамваю» (Австралия)
«Уступите дорогу домашнему скоту» (Австралия)
«Уступите дорогу отъезжающему от остановки автобусу» (Австралия)
«Уступите дорогу отъезжающему от остановки автобусу» (Сингапур)